# Acker-Ringelblume
Die Acker-Ringelblume (Calendula arvensis) ist eine Pflanzenart aus der Gattung Ringelblumen (Calendula) innerhalb der Familie der Korbblütler (Asteraceae).

## Beschreibung

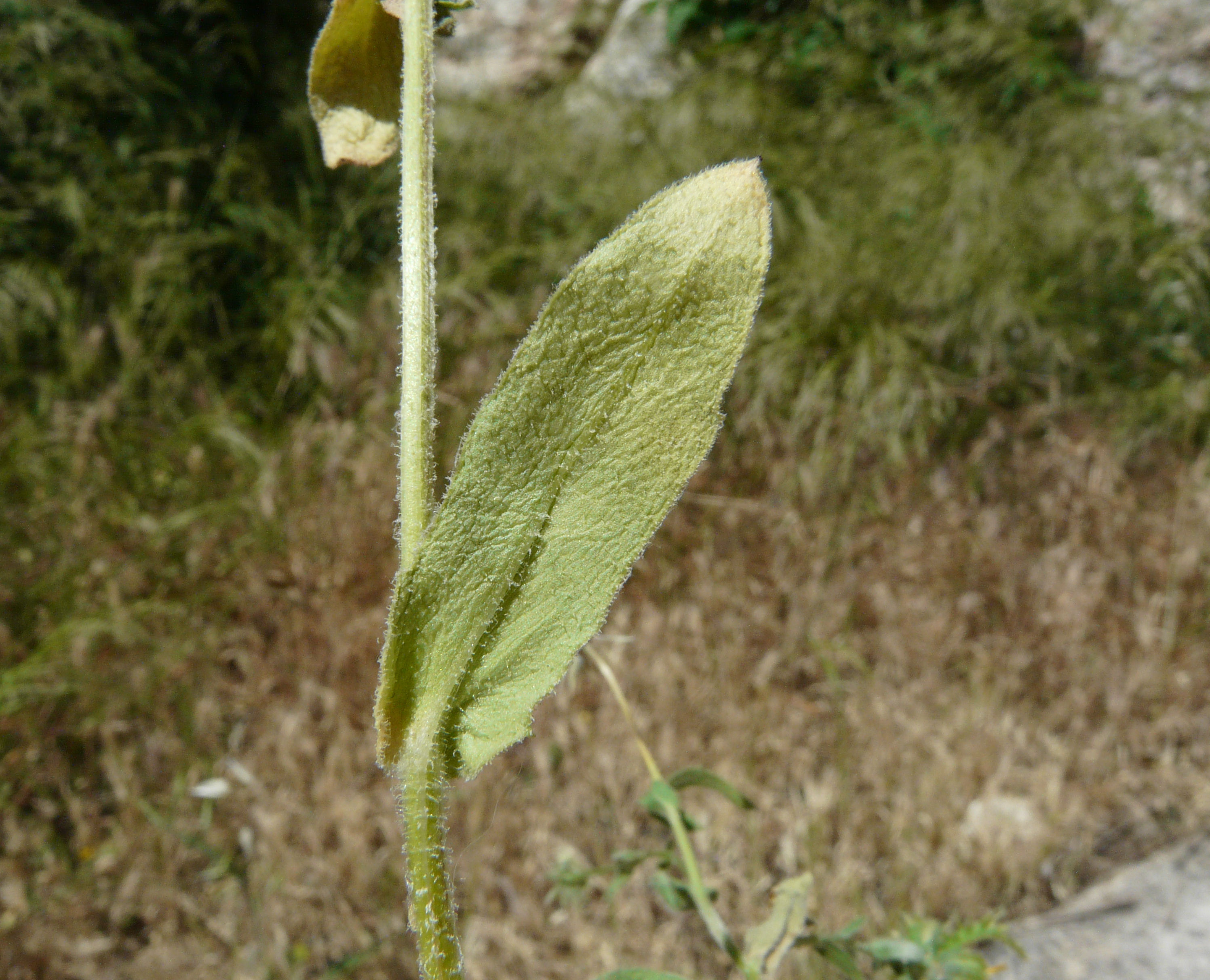
Stängel und Blattunterseite mit Indument

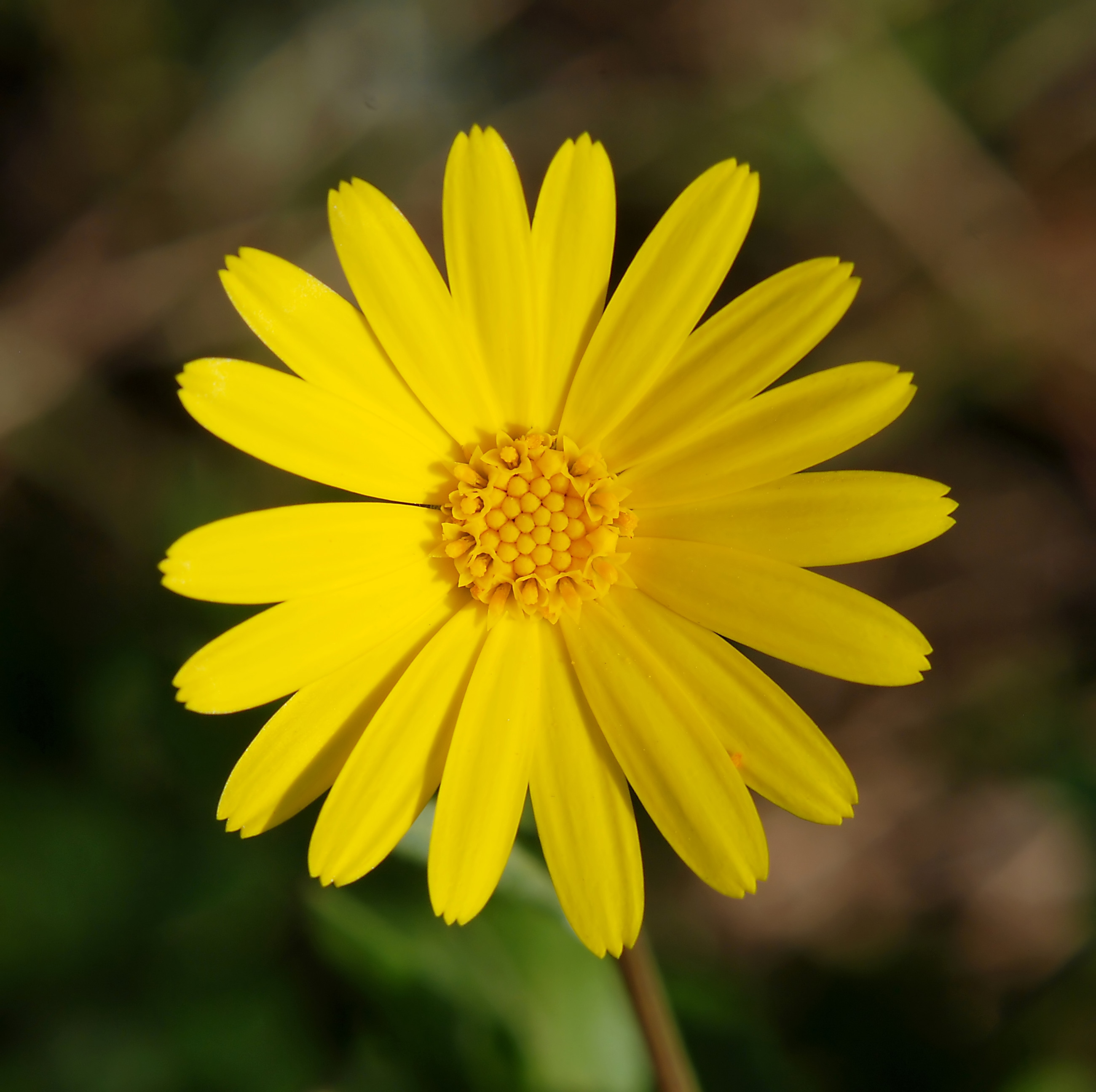
Blütenkorb von oben; die Strahlenblüten enden mit drei Kronzähnen

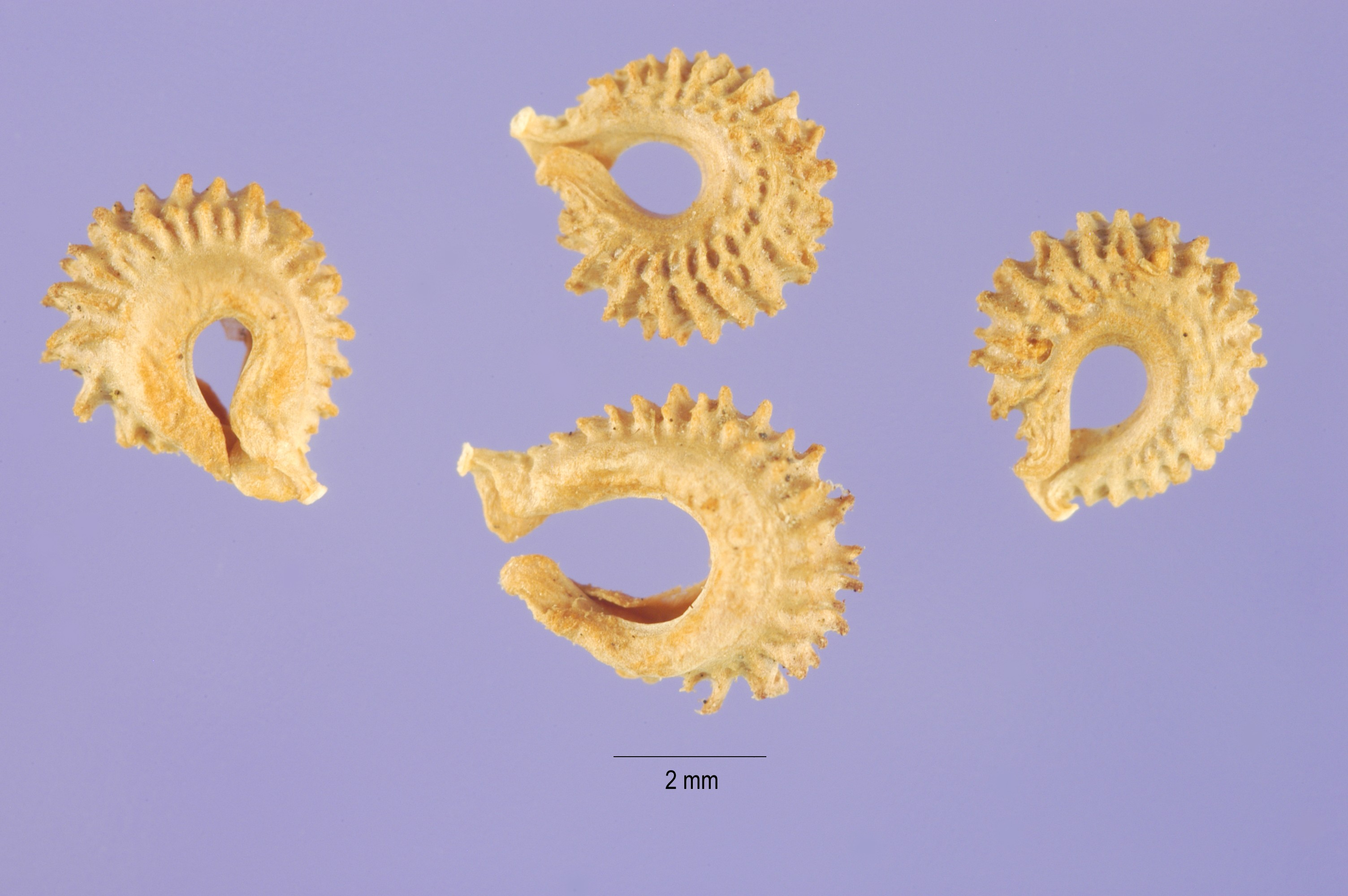
Achänen

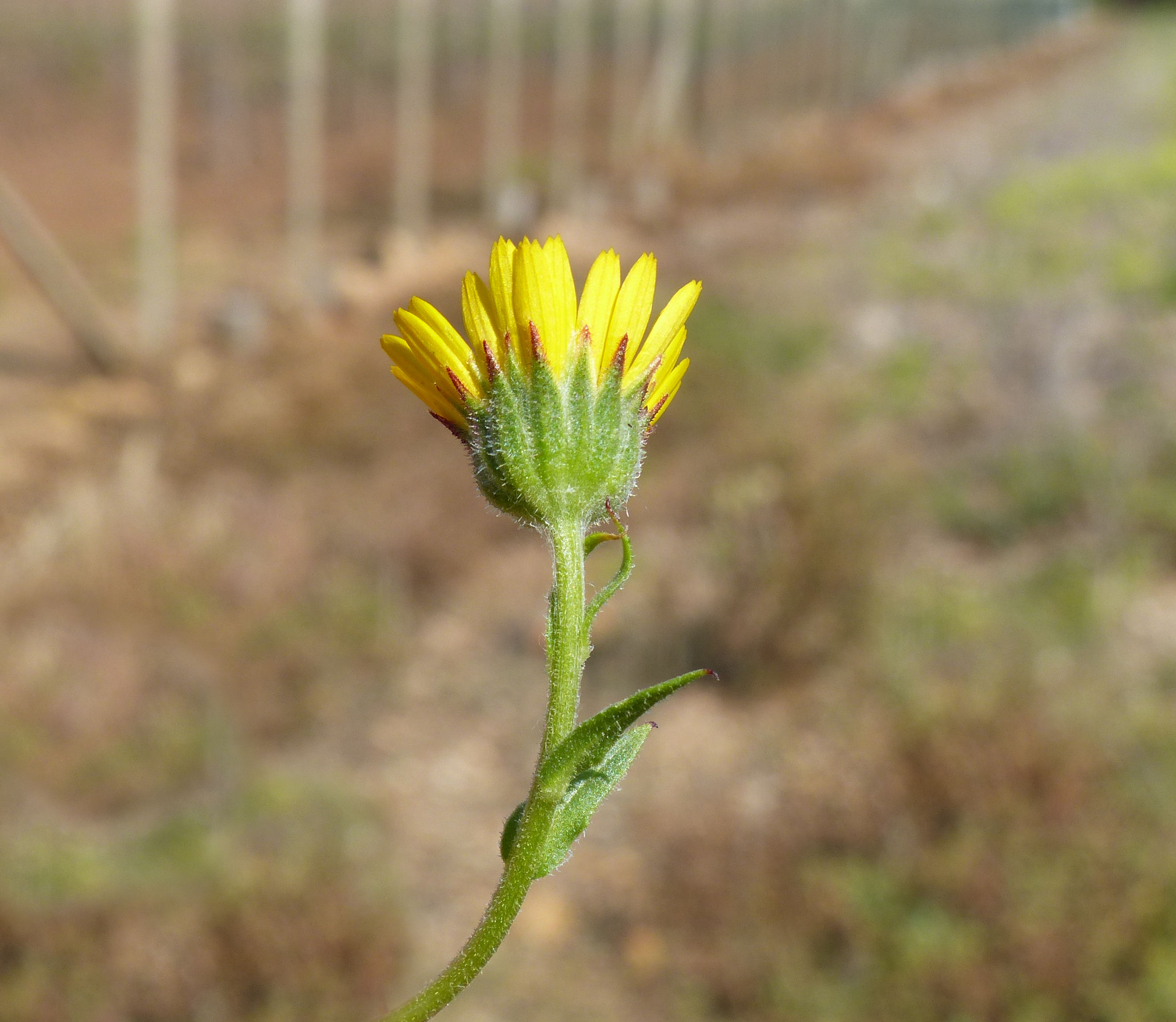
Korbschaft, Blütenkorb von der Seite mit der Korbhülle und den Hüllblättern

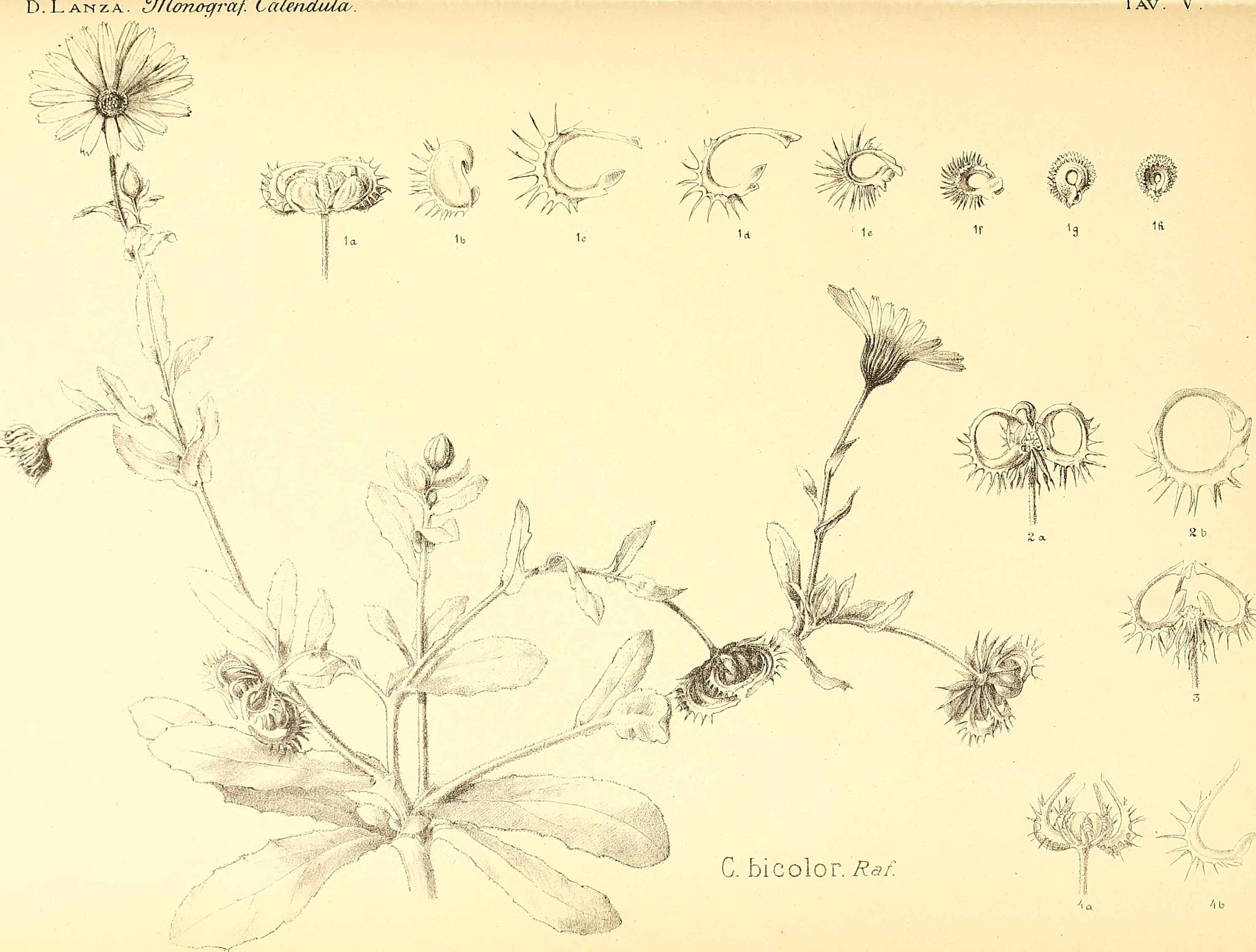
Illustration aus Atti della Accademia di scienze lettere e arti di Palermo, 1920

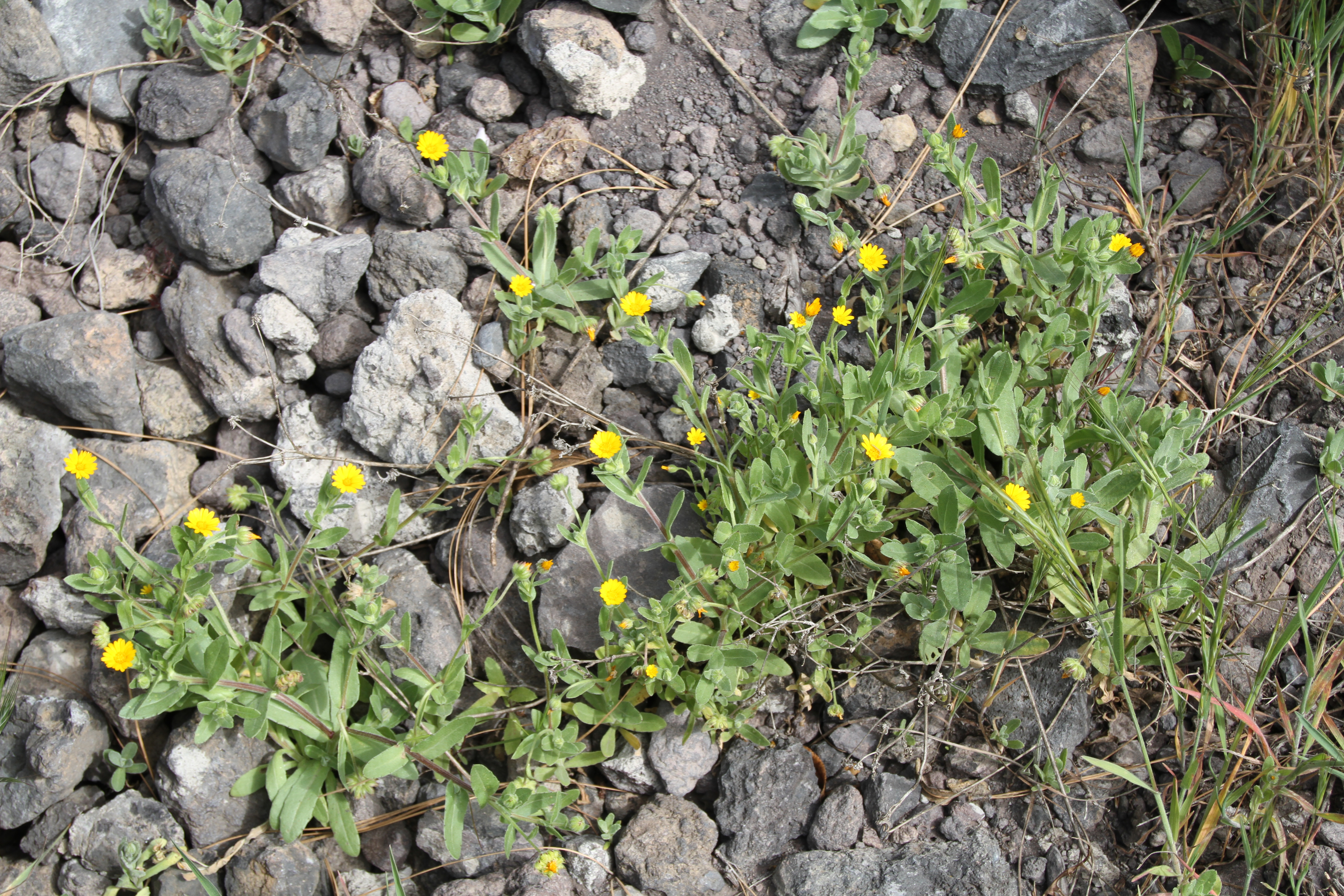
Habitus und Blütenkörbe

### Vegetative Merkmale
Die Acker-Ringelblume wächst als einjährige krautige Pflanze und erreicht Wuchshöhen von 5 bis 30, selten bis zu 40 Zentimetern. Die oberirdischen Pflanzenteile sind spinnwebig, borstig oder drüsig behaart (Indument). Die niederliegenden oder bogig aufsteigenden, gut vom Grund an verzweigten Stängel sind gelblich-grünlich und drüsig flaumig behaart.
Die Laubblätter sind vom Grund an bis zu den Blütenkörben wechselständig am ganzen Stängel angeordnet. Die grundständigen und unteren Laubblätter sind kurz gestielt sowie etwas stängelumfassend und ihre Blattspreite ist bei einer Länge von 3 bis 6 (2 bis 8) Zentimetern sowie einer Breite von 0,5 bis 1,8, selten bis zu 2,2 Zentimetern länglich, schmal-elliptisch, verkehrt-lanzettlich bis verkehrt-eiförmig oder spatelförmig mit stumpfer Spreitenbasis, ganzrandig oder entfernt stumpf gezähnt und ein Teil der Trichome sind drüsig. Die oberen Laubblätter sind sitzend und lanzettlich mit seicht herzförmiger, stängelumfassender Spreitenbasis.

### Generative Merkmale
Die Blütezeit reicht in Mitteleuropa von April oder Juni bis Oktober und im Mittelmeerraum meist von November bis Mai, selten auch ganzjährig. Der Blütenkorbschaft ist mit einer Länge von 5 Zentimetern ziemlich lang. Die einzeln stehenden Körbchen weisen einen Durchmesser von meist 1 bis 1,5, selten 2 bis zu 3,5 Zentimetern auf. In der weit glockigen Korbhülle (Involucrum) sind die etwa gleich langen Hüllblätter in zwei oder selten drei Reihen angeordnet. Die grünen Hüllblätter sind bei einer Länge von selten 6 bis, meist 8 bis 10 Millimetern linealisch-lanzettlich bis schmal-eiförmig oder eilanzettlich bis linealisch, am oberen Ende oft rötlich bis purpurfarben überlaufen, dicht drüsig behaart und weißhäutig berandet. Die Blütenkörbe enthält in zwei oder drei Reihen 12 bis 22 Strahlenblüten = Zungenblüten und Scheibenblüten = Röhrenblüten. Die Zungenblüten sind mit einer Länge von 7 bis 12, selten bis zu 15 Millimetern meist weniger als doppelt so lang wie die Hüllblätter und die orange-gelbe Zunge endet in drei Kronzähnen. Die Röhrenblüten sind meist zitronen-gelb, seltener gold-gelb bis orangefarben.
Der Korb ist zur Fruchtzeit nickend. Die stark einwärts gekrümmten, am Rücken dornigen, kahlen bis mehr oder weniger behaarten Achänen sind innerhalb eines Korbes meist von dreierlei Gestalt (trimorph). Die äußeren, Hakenfrüchte genannt, enden in einem zweischneidigen Schnabel und sind ungeflügelt und mit einer Länge von 8 bis 10 Millimeter doppelt so lang wie die Hülle, die mittleren, Kahnfrüchte genannt, sind bei einer Länge von 6 bis 8 Millimetern schwach kahnförmig, die inneren, Larvenfrüchte genannt, sind bei einer Länge von 4 bis 5 Millimetern ringförmig eingerollt und am Rücken quer gerieft. Es ist kein Pappus vorhanden.

### Chromosomensatz
Die Chromosomengrundzahl beträgt x = 7; es liegt Hexaploidie mit einer Chromosomenzahl von 2n = 44 oder 42 vor.

## Ökologie
Bei der Acker-Ringelblume handelt es sich um einen mesomorphen, annuellen Therophyten.
Die Acker-Ringelblume ist monözisch, dabei befinden sich männliche und weibliche Blüten auf einem Pflanzenexemplar. Die Blüten sind proterandrisch, also sind zuerst männlichen Blütenorgane fertil, erst später die weiblichen. Es erfolgt meist spontane Selbstbestäubung innerhalb einer Blüte. Bei ausbleibender Fremdbestäubung kommt es zu Geitonogamie, dabei erfolgt Selbstbestäubung von einer benachbarten Blüte. Aber die Bestäubung erfolgt oft durch Insekten. Die Acker-Ringelblume ist fakultativ autogam, dabei erfolgt meist Selbstbefruchtung und Fremdbefruchtung ist die Ausnahme.
Die Achänen sind die Diasporen. Die Ausbreitung der Diasporen erfolgt durch Klett- und Klebausbreitung auf der Oberfläche von Tieren (Epichorie) oder durch den Wind (Anemochorie).

## Vorkommen und Gefährdung
Das Hauptverbreitungsgebiet von Calendula arvensis ist der Mittelmeerraum und Makaronesien. Es gibt Fundortangaben für die Kanarischen Inseln, Madeira, Algerien, Marokko, Tunesien, Libyen, Ägypten, Zypern, Israel, Jordanien, Libanon, Syrien, die Türkei, Armenien, Aserbaidschan, Georgien, Turkmenistan, die Krim, Deutschland, die Schweiz, Italien, Sardinien, Sizilien, Korsika, Frankreich, Portugal, Spanien, Gibraltar, Andorra, die Balearen, Serbien, Slowenien, Bosnien und Herzegowina, Kroatien, Albanien, Bulgarien, Montenegro, Rumänien, Nordmazedonien, Griechenland, Inseln in der Ägäis sowie Kreta. Es gibt eingebürgerte adventive Vorkommen im Libanon, in Tschechien, in der Slowakei, in Belgien und in den Niederlanden.
Calendula arvensis ist im Vereinigten Königreich, in Ungarn, Polen, Estland, in der Ukraine, auf den Kapverden, Azoren, in der südafrikanischen Provinz KwaZulu-Natal, Äthiopien, im Oman, Jemen, im indischen Bundesstaat Jammu, in Kaschmir, Argentinien, Chile, Uruguay, selten in Kalifornien, lokal in Neuseeland sowie Australien ein Neophyt.
In Deutschland und der Schweiz kommt die Acker-Ringelblume als Archäophyt in Weinbaugebieten vor und tritt darüber hinaus gelegentlich unbeständig auf. Sie gilt in Mitteleuropa als wärmeliebende Art und wächst in Weinbergen, in Hackfrucht-Äckern, an Ackerrändern und Ruderalflächen auf nährstoffreichen, lockeren, kalkhaltigen Lehmböden. Sie ist in Mitteleuropa eine Kennart des Geranio-Allietum aus dem Verband Fumario-Euphorbion.
Die ökologischen Zeigerwerte nach Ellenberg sind: Lichtzahl 7 = Halblichtpflanze, Temperaturzahl 8 = Wärme- bis Extremwärmezeiger, Kontinentalitätszahl 3 = See- bis gemäßigtes Seeklima zeigend, Feuchtezahl 4 = Trockenheits- bis Frischezeiger, Feuchtewechsel = keinen Wechsel der Feuchte zeigend, Reaktionszahl 8 = Schwachbasen- bis Basen-/Kalkzeiger, Stickstoffzahl 6 = mäßigen Stickstoffreichtum bis Stickstoffreichtum zeigend, Salzzahl 0 = nicht salzertragend, Schwermetallresistenz = nicht schwermetallresistent.
Die ökologischen Zeigerwerte nach Landolt et al. 2010 sind in der Schweiz: Feuchtezahl F = 1+ (trocken), Lichtzahl L = 4 (hell), Reaktionszahl R = 4 (neutral bis basisch), Temperaturzahl T = 5 (sehr warm-kollin), Nährstoffzahl N = 3 (mäßig nährstoffarm bis mäßig nährstoffreich), Kontinentalitätszahl K = 3 (subozeanisch bis subkontinental), Salztoleranz = 1 (tolerant).
Die Acker-Ringelblume ist in der Roten Liste der gefährdeten Pflanzenarten Deutschlands nach Metzing et al. 2018 in der Gefährdungskategorie 1 = „vom Aussterben bedroht“; dies ist eine Verschlechterung der Einstufung im Vergleich zur Roten Liste von 1998, da ein starker Rückgang zu verzeichnen ist und sie als selten gilt. Sie kommt in Deutschland regelmäßig nur noch in Baden-Württemberg als „vom Aussterben bedroht“ vor und in Rheinland-Pfalz als „stark gefährdet“ vor. In der Schweiz ist der Gefährdungsstatus in der nationalen Roten Liste von 2016 VU = „Vulnerable“ = „Verletzlich“ und kommt in der Schweiz zerstreut vor.

## Taxonomie
Die Erstveröffentlichung erfolgte 1754 unter dem Namen (Basionym) Caltha arvensis Vaill. in Königl. Akad. Wiss. Paris Phys. Abh. 5, S. 558. Das Artepitheton arvensis bedeutet „auf Äckern wachsend“. Die Neukombination zu Calendula arvensis (Vaill.) L. wurde 1763 durch Carl von Linné in Species Plantarum, 2. Auflage, Tomus II, S. 1303 veröffentlicht. Weitere Synonyme für Calendula arvensis (Vaill.) L. sind: Calendula aegyptiaca Pers., Calendula alata Rech. f., Calendula bicolor Raf., Calendula ceratosperma Viv., Calendula crista-galli Viv., Calendula echinata DC., Calendula gracilis DC., Calendula macroptera (Rouy) H.J.Coste, Calendula malacitana Boiss. & Reut., Calendula micrantha Tineo & Guss., Calendula officinalis subsp. arvensis (Vaill.) Fiori, Calendula officinalis var. hydruntina Fiori, Calendula parviflora Raf. non Thunb., Calendula persica C.A.Mey., Calendula sancta L., Calendula sancta subsp. crista-galli (Viv.) Gallego & Talavera, Calendula sinuata Boiss. & Gaill., Calendula sublanata Rchb. f., Calendula arvensis subsp. aegyptiaca (Pers.) Hayek, Calendula arvensis subsp. bicolor (Raf.) Nyman, Calendula arvensis subsp. micrantha (Tineo & Guss.) Arcang., Calendula arvensis subsp. malacitana (Boiss. & Reut.) Cout., Calendula arvensis subsp. sublanata (Rchb. f.) Nyman, Calendula arvensis subsp. macroptera Rouy, Calendula arvensis subsp. hydruntina (Fiori) Lanza